# Tråckling

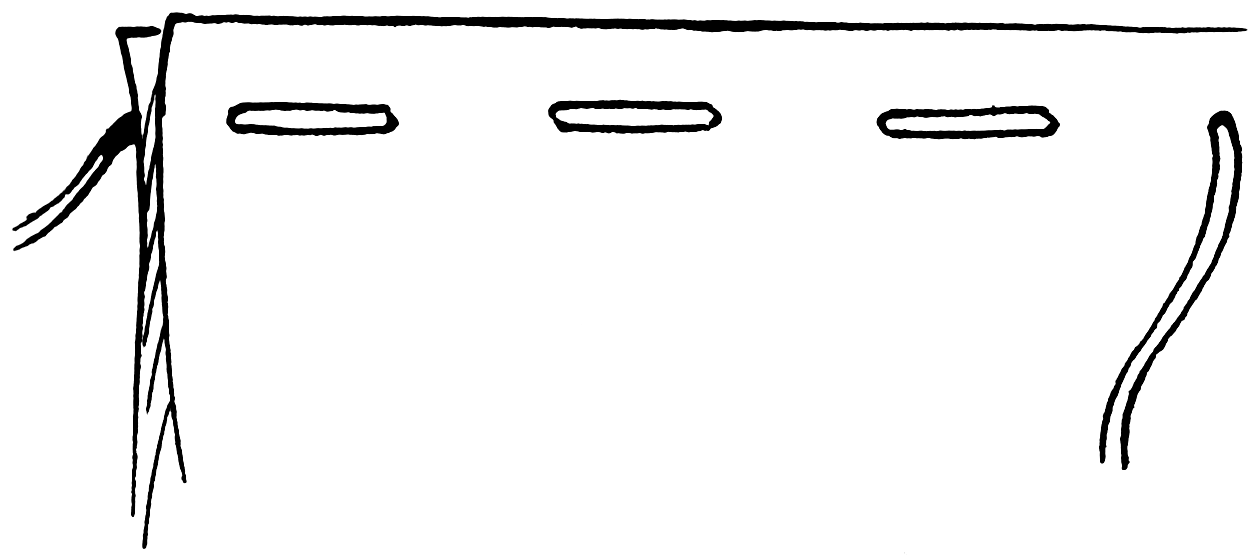
Tråckling

Tråckling är en söm med långa glesa stygn som används för att tillfälligt göra en fåll eller sammanfogning av textilier, antingen för att underlätta långtidsförvaring utan risk för repning av tyget, eller för att möjliggöra en provning utan användning av knappnålar.